# Windows Home Server
Windows Home Server es un sistema operativo para uso doméstico producido por Microsoft. Anunciado el 7 de enero de 2007, en la "Consumer Electronics Show" por Bill Gates, Windows Home Server intenta ser una solución para hogares con varios ordenadores interconectados en la cual puedan compartir archivos, producir respaldos automatizados, y acceso remoto. Está basado en Windows Server 2003 SP2.

## Características
- Respaldo centralizado. Permite respaldar más de 10 PC, utilizando "Single Instance Technology" para evitar múltiples copias del mismo archivo, incluso si existe en múltiples PC.
- Monitor de Salud. Puede centralizar la monitorización de la "salud" de todos los PC de la red, incluyendo antivirus y el estado de Firewall.
- Compartir Archivos. Ofrece la posibilidad de compartir archivos comúnmente utilizados como MP3s y videos.
- Compartir Impresora. Permite un servidor de impresora centralizado para facilitar el trabajo de impresión a todos los usuarios de la red.
- Versiones previas. Toma ventaja de la característica "Volume Shadow Copy Services" para generar instantáneas de los archivos posibilitando la recuperación de versiones antiguas de estos.
- Administración Remota. Provee una interfaz gráfica que realiza tareas administrativas remotas. También posee "Escritorio Remoto" para conectarse al servidor.
- Puerta de Enlace de Acceso Remoto. Permite acceder a cualquier PC de la red desde fuera del hogar.
- Difusión de Medios. Puede difundir contenidos multimedia a una XBox 360 o cualquier otro dispositivo utilizando Windows Media Connect.
- Redundancia de datos. Se protege duplicando los datos en múltiples unidades para prevenir perdidas de estos ante fallos.
- Almacenamiento Expandible. Provee un espacio de almacenamiento unitario y singular expandible, eliminando la necesidad de utilizar letras de unidades.
- Compatibilidad. Posee compatibilidad con Windows XP y Windows Vista, incluso puede ser utilizada con la herramienta "Time Machine", propia de MacOS X Leopard.

## Requisitos de Pc
- Mínimo 1 GHz de procesador
- Mínimo de 512 MB de RAM
- Mínimo 65 GB de Disco Duro
- Mínimo 16 MB de Video

## Anexos
Microsoft anuncia la descontinuación de este producto en julio de 2012

## Enlaces relacionados
- Microsoft Connect

- Datos: Q33499